# Терентіївка
Тере́нтіївка —  село в Україні, у Новоселівській сільській громаді Полтавського району Полтавської області. Населення становить 699 осіб. До 2020 р. орган місцевого самоврядування — Новоселівська сільська рада.

## Географія
Село Терентіївка знаходиться на правому березі річки Свинківка, нижче за течією примикає село Пасківка, на протилежному березі - село Новоселівка. Поруч проходять автомобільна дорога Т 1707 та залізниця, станція Лісові Поляни на північній околиці села, та  Свинківка за 1 км.
Східніше від села тече річка Свинківка; північніше й  західніше – штучні соснові ліси. Між Терентіївкою і Вакуленцями на заході – малозакріплені піски й піщані кар’єри.

## Населення

### Мова
Розподіл населення за рідною мовою за даними перепису 2001 року:
| Мова            | Кількість | Відсоток |
| --------------- | --------- | -------- |
| українська      | 661       | 94.57%   |
| російська       | 36        | 5.15%    |
| вірменська      | 1         | 0.14%    |
| інші/не вказали | 1         | 0.14%    |
| Усього          | 699       | 100%     |

## Історія
Кінець XVIII століття: Терентівка (Терентовка) –– дєрєвня поміщицька підкоморного Черниша (1784–1797).
1900:  дєрєвня Руновщинської волості.  1912: населення  279 осіб. Переважають козацькі господарства (45 із 47). Діяв паровий млин.
12 червня 2020 року, відповідно до розпорядження Кабінету Міністрів України № 721-р «Про визначення адміністративних центрів та затвердження територій територіальних громад Полтавської області», село увійшло до складу Новоселівської сільської громади.
19 липня 2020 року, в результаті адміністративно - територіальної реформи та ліквідації Полтавського району (1925-2020), село увійшло до складу новоутвореного Полтавського району.

## Економіка
- Санаторій «Лісові галявини».